# Ребун (посёлок)
Ребун (яп. 礼文町 Рэбун-тё:) — посёлок в Японии, находящийся в уезде Ребун округа Соя губернаторства Хоккайдо. Площадь посёлка составляет 81,33 км², население — 2768 человек (30 июня 2014), плотность населения — 34,03 чел./км².

## Географическое положение
Посёлок расположен на острове Ребун в губернаторстве Хоккайдо.

## Население
Население посёлка составляет 2768 человек (30 июня 2014), а плотность — 34,03 чел./км². Изменение численности населения с 1980 по 2005 годы:
| 1980 | 5990 чел. |  |
| 1985 | 5724 чел. |  |
| 1990 | 5121 чел. |  |
| 1995 | 4375 чел. |  |
| 2000 | 3856 чел. |  |
| 2005 | 3410 чел. |  |